# Claremontia waldheimii
Claremontia waldheimii är en stekelart som först beskrevs av Gimmerthal 1847.  Claremontia waldheimii ingår i släktet Claremontia, och familjen bladsteklar. Arten är reproducerande i Sverige.